# Beverly Kenney
Beverly Kenney (* 29. Januar 1932 in Harrison, New Jersey; † 13. April 1960 in New York City) war eine US-amerikanische Jazzsängerin.

## Leben
Beverly Kenney arbeitete zunächst für das Unternehmen Western Union als Sängerin, die via Telefon Geburtstagsgrüße sang. Nach ihrem Umzug nach New York City nahm sie 1954 ein Demoband mit dem Pianisten Tony Tamburello auf; dieser Song erschien erst 2006 unter dem Titel Snuggled on Your Shoulder. Ende des Jahres zog sie nach Miami, wo sie ein Engagement im Black Magic Room hatte. Dort hörten sie Jimmy und Tommy Dorsey und nahmen sie in ihrem Orchester mit auf Tournee. 
Nach mehreren Monaten mit der Dorsey Brothers Band kehrte sie nach  New York zurück. Dort hatte sie Clubauftritte mit George Shearing, Don Elliott und Kai Winding; nach einer kurzen Tournee durch den Mittleren Westen mit Larry Sonn unterschrieb sie einen Plattenvertrag bei Roost und veröffentlichte 1956 ihr erstes Album. Bei ihrer nächsten LP Come Swing with Me wurde sie von Ralph Burns und Jimmy Jones begleitet. Nach einem dritten Album für Roost im Jahr 1957 wechselte sie zu Decca, wo sie zwischen 1958 und 1960 drei weitere LPs einspielte. 
Kenney genoss eine große Anerkennung bei den Kritikern, sah jedoch nur wenig Anerkennung beim breiten Publikum, was sie im vorherrschenden Rock & Roll begründet sah. Ihre Abneigung gegen den aktuellen Trend ging so weit, dass sie einen Song mit dem Titel I Hate Rock and Roll komponierte, mit dem sie im Mai 1958 in der Steve Allen Show auftrat. Nach der Trennung von ihrem Partner Milton Klonsky Ende der 1950er Jahre begab sie sich emotional auf Distanz zu Familie und Freunden. Am 13. April 1960 beging sie Suizid mit einer Kombination von Alkohol und Seconal. Sie war 28 Jahre alt.
Während Kenney in den Vereinigten Staaten in Vergessenheit geriet, genoss sie nach ihrem Tod Kultstatus in Japan, wo die meisten ihrer LPs als Compact Discs erschienen.

## Diskografische Hinweise
- Beverly Kenney Sings for Johnny Smith (Roost, 1956)
- Come Swing with Me (Roost, 1956)
- Beverly Kenney Sings with Jimmy Jones & the Basie-ites (Roost, 1957)
- Beverly Kenney Sings for Playboys (Decca, 1958)
- Born to be Blue (Decca, 1959)
- Like Yesterday (Decca, 1960)
- Snuggled on Your Shoulder (SSJ Records, ed. 2006; enthält die Demoaufnahmen von 1954)